# Ruth Bader Ginsburg
Ruth Bader Ginsburg   (Brooklyn, 15 de març de 1933 - Washington DC, 18 de setembre de 2020), també coneguda per les seves inicials RBG, fou una jutgessa associada del Tribunal Suprem dels Estats Units. Fou nomenada pel president Bill Clinton el 14 de juny de 1993 i ocupà el càrrec des del 10 d'agost de 1993 fins a la seva mort el 18 de setembre de 2020. Fou la segona dona de les quatre dones que han format part del Tribunal Suprem fins ara, seguint Sandra Day O'Connor i precedint Sonia Sotomayor i Elena Kagan. En fou l'única dona entre la jubilació d'O'Connor el 2006 i la confirmació de Sotomayor el 2009. En aquella època, Ginsburg es mostrà més contundent en els seus dissentiments, que cridaren l'atenció dels comentaristes legals i la cultura popular. En general, era vista com a part de l'ala liberal del Tribunal. Escrigué opinions de la majoria notables, com ara Estats Units contra Virgínia (1996), Olmstead contra L.C. (1999) i Friends of the Earth, Inc. contra Laidlaw Environmental Services, Inc. (2000).
Ginsburg nasqué a Brooklyn (Nova York). La seva germana gran morí quan ella era un nadó i la seva mare poc abans que es gradués de l'institut. Obtingué una llicenciatura a la Universitat de Cornell i esdevingué esposa i mare abans de començar a estudiar Dret a la Universitat Harvard, on era una de les poques dones de la seva classe. Ginsburg es transferí a la facultat de Dret de la Universitat de Colúmbia, on es graduà empatant pel primer lloc de la seva promoció. Posteriorment, Ginsburg entrà al món acadèmic i exercí de professora de procediments civils a les universitats Rutgers i Colúmbia, una de les poques dones en aquest cas.
Ginsburg passà una part significativa de la seva carrera legal com a defensora de la igualtat de gènere i dels drets de la dona i guanyà diversos casos al Tribunal Suprem. Fou advocada voluntària per la Unió Americana per les Llibertats Civils i en fou membre de la junta i una de les conselleres generals durant la dècada de 1970. El 1980 el president Jimmy Carter la nomenà al Tribunal d'Apel·lacions dels Estats Units per al Circuit del Districte de Colúmbia, on serví fins que fou nomenada al Tribunal Suprem. Ginsburg rebé l'atenció de l'opinió popular estatunidenca pels seus dissentiments liberals enèrgics i per la seva negativa a retirar-se; tenia el sobrenom de The Notorious R.B.G. (literalment 'La notòria RBG').
Morí el 18 de setembre de 2020 a Washington DC als 87 anys arran de «complicacions d'un càncer pancreàtic amb metàstasi» segons un comunicat del Tribunal Suprem dels Estats Units.

## Infantesa i formació
Joan Ruth Bader nasqué el 15 de març de 1933 al districte de Brooklyn de la ciutat de Nova York, segona filla de Celia (Amster de naixement) i Nathan Bader, que vivien al barri de Flatbush. El seu pare era un immigrant jueu d'Odessa (Ucraïna), aleshores part de l'Imperi Rus, i la seva mare era nata a Nova York de pares jueus austríacs. La seva germana gran Marilyn morí de meningitis als sis anys, quan Ruth tenia catorze mesos.:3 La seva família li deia Joan Ruth «Kiki», renom que li donà Marilyn per donar puntades de peu (kicky en anglès).:3 Quan començà l'institut, Celia descobrí que moltes companyes de classe també es deien Joan, per la qual cosa suggerí al professor que li digués Ruth per evitar confusions.:3 Encara que no eren devots, la família Bader formava part d'una sinagoga conservadora, on Ruth aprengué principis de la fe jueva i guanyà familiaritat amb la llengua hebrea.:14–15 Als 13 anys fou rabina del campament en un programa d'estiu jueu a Minerva (Nova York).
Celia prengué un paper actiu en l'educació de la seva filla i la duia sovint a la biblioteca. Celia havia sigut bona estudiant quan era jove; es graduà de l'institut als 15 anys però no pogué accedir a l'educació terciària perquè la seva família s'estimà més enviar el seu germà a la universitat. Celia volia que la seva filla tingués més formació, que creia que permetria que esdevingués professora d'història a l'institut. Ruth assistí a un institut de Brooklyn, el programa de dret de la qual li dedicà una sala de justícia en honor seu. Celia tingué càncer durant els anys a l'institut de Ruth i morí el dia abans de la seva graduació a l'institut.
Bader assistí a la Universitat Cornell a Ithaca (Nova York), on fou membre de la fraternitat femenina Alpha Epsilon Phi. Mentre era a Cornell conegué Martin D. Ginsburg als 17 anys. Es graduà de Cornell amb un Bachelor of Arts en governança el 23 de juny de 1954. Fou membre de Phi Beta Kappa i la primera dona de la seva promoció. Es casà amb Ginsburg un mes després de la seva graduació a Cornell. Ambdós es traslladaren a Fort Sill (Oklahoma), on el seu marit fou cridat al servei actiu per la reserva de l'exèrcit. Als 21 anys treballà en una oficina de l'Administració de la Seguretat Social a Oklahoma, on fou degradada després de quedar-se embarassada per primer cop. La seva filla nasqué el 1955.
La tardor de 1956 es matriculà a Harvard Law School, on era una de les nou dones en una classe amb uns 500 homes. El degà de Harvard Law convidà totes les estudiants drets dones a sopar a casa seva i els preguntà «Per què esteu a Harvard Law School, ocupant la plaça d'un home?». Quan el seu marit agafà una feina a Nova York, Ginsburg es transferí a Columbia Law School i esdevingué la primera dona a estar en dues revistes de drets importants: Harvard Law Review i Columbia Law Review. El 1959 es graduà en dret a Columbia i empatà com a primera de promoció.

## Inicis professionals
Al començament de la seva carrera legal, Ginsburg tingué dificultats per trobar feina. El 1960 el jutge del Tribunal Suprem dels Estats Units Felix Frankfurter en rebutjà la sol·licitud per una posició com a assistent judicial pel seu gènere. Fou rebutjada malgrat la recomanació sòlida d'Albert Martin Sacks, que era professor i després degà de Harvard Law School. El professor de Columbia Law Gerald Gunther també promogué que fos contractada com a assistent judicial pel jutge Edmund L. Palmieri del Tribunal del Districte Meridional de Nova York. L'amenaçà de no recomanar-li mai més cap altre estudiant de Columbia si no donava una oportunitat a Ginsburg i li garantí que li recomanaria un altre estudiant si Ginsburg no reeixia. Aquell mateix any començà a treballar pel jutge Palmieri i ocupà el càrrec durant dos anys.

### Món acadèmic
Del 1961 al 1963, Ginsburg fou investigadora associada al projecte en procediments internacional a Columbia Law School; aprengué suec per co-escriure un llibre sobre procediment civil amb Anders Bruzelius a Suècia. Condugué una recerca extensa pel seu llibre a la Universitat de Lund de Suècia. La seva etapa a Suècia la induí a pensar en igualtat de gènera. Els canvis que observà a Suècia, on les dones formaven entre el 20 i el 25% dels estudiants de drets, l'inspiraren; una de les jutgesses que investigà per la seva recerca estava embarassada de vuit mesos i encara treballava.
Obtingué la seva primera posició com a professora a Rutgers Law School el 1963. El seu nomenament tingué els seus inconvenients; l'informaren que cobraria menys que els seus companys homes perquè tenia un marit que cobrava un bon sou. Quan Ginsburg entrà al món acadèmic, era una de les 20 professores de Dret dels Estats Units. Fou professora de Dret, principalment de procediment civil, a Rutgers del 1963 al 1972 i en rebé la titularitat el 1969.
El 1970 cofundà Women's Rights Law Reporter, la primera revista de dret dels Estats Units a centrar-se exclusivament en els drets de les dones. Del 1972 al 1980 ensenyà a Columbia Law School, on esdevingué la primera professora dona titular i coescrigué el primer llibre de casos de la facultat en discriminació de gènere. També fou membre del Centre d'Estudis Avançats en Ciències del Comportament de la Universitat Stanford del 1977 al 1978.

### Litigis i defenses

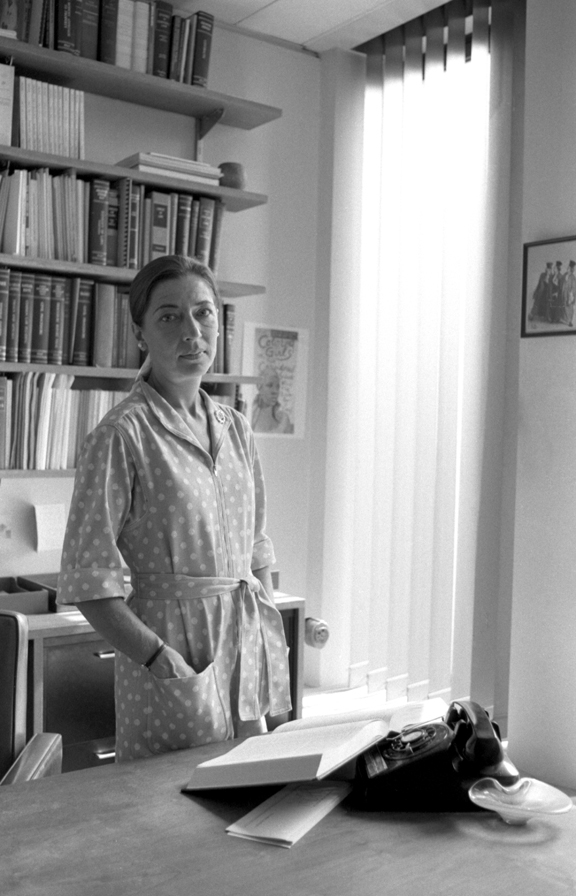
Ginsburg el 1977, fotografiada per Lynn Gilbert

El 1972, Ginsburg cofundà el projecte de drets de les dones de la Unió Americana per les Llibertats Civils (ACLU en les sigles en anglès) i l'any següent n'esdevingué advocada general. Aquest projecte i altres projectes relacionats de l'ACLU participaren en més de 300 casos de discriminació de gènere a 1974. Com a directora d'aquest projecte, argumentà davant el Tribunal Suprem dels Estats Units en sis casos del 1973 al 1976, dels quals en guanyà cinc. En comptes de demanar al Tribunal que acabés amb totes les discriminacions de gènere ensems, traçà un camí estratègic que se centrava en estatuts específics discriminatoris i en anar avançant amb cada victòria. Escollí acuradament els seus demandants, de vegades escollia demandants homes per demostrar que la discriminació de gènere era perjudicial tant per homes com per dones. Les lleis que marcà com a objectiu incloïen aquelles que semblaven aparentment beneficioses per a les dones però que reforçaven la noció que les dones necessitaven dependre dels homes. La seva defensa estratègica s'estengué a la tria de paraules, estimant-se més l'ús de «gènere» i no de «sexe», després que un ajudant li suggerís que la paraula «sexe» podia distreure els jutges. Es guanyà una reputació com una defensora oral competent i la seva feina desembocà directament en la fi de la discriminació de gènere en moltes àrees de la llei.
Ginsburg es presentà voluntària per escriure l'informe per Reed contra Reed, 404 U.S. 71 (1971), en què el Tribunal Suprem estengué les proteccions de la Clàusula sobre protecció igualitària de la catorzena esmena de la Constitució dels Estats Units a les dones.
El 1972 davant del 10è circuit a Moritz contra comissionat feu la defensa en nom d'un home a qui havien negat la deducció de cuidador pel seu gènere. Com a amicus argumentà a Frontiero contra Richardson 411 U.S. 677 (1973), que desafiava un estatut que feia més dificil que militars dones (Frantiero) demanéssin un increment del subsidi d'habitatge pel seu marit que no pas que militars homes el demanéssin per les seves esposes. Ginsburg esgrimí que l'estatut tractava les dones com a inferiors i el Tribunal Suprem votà 8–1 a favor de Frontiero. El Tribunal tornà a dictaminar a favor seu a Weinberger contra Wiesenfeld, 420 U.S. 636 (1975), on Ginsburg representà un vidu a qui se li havien negat les prestacions de la Seguretat Social, que permetien que les vídues però no els vidus rebessin prestacions per fer-se càrrec de fills menors d'edat. Argumentà que l'estatut discriminava els vidus de treballadores en negar-los la mateixa protecció que les vídues.
Ginsburg fou amicus curiae i segué amb els defensors a la defensa oral de Craig contra Boren, 429 U.S. 190 (1976), que desafiava un estatut d'Oklahoma que marcava diferents edats mínimes per beure alcohol per a homes i dones. Per primer cop, el Tribunal imposà allò que es coneix com a escrutini intermedi en lleis que discriminen per gènere, un estàndard més alt de revisió constitucional. El seu últim cas com a advocada davant el Tribunal Suprem fou Duren contra Missouri, 439 U.S. 357 (1979), que desafiava la validesa que el jurat popular fos voluntari per les dones, sobre la base que la participació als jurats populars era un servei governamental vital ciutadà i que no hauria de ser opcional per les dones. Al final de la defensa oral de Ginsburg, l'aleshores jutge associat William Rehnquist li preguntà: «No et conformaràs a posar Susan B. Anthony als nous dòlars, oi?». Ginsburg digué que pensà a respondre «no ens confirmarem amb fitxes» però optà per no respondre-hi.
Erudits legals i defensors atribuïren al seu cos de treball el mèrit de provocar avenços legals significatius per les dones sota la clàusula sobre protecció igualitària de la Constitució. En conjunt, les victòries legals de Ginsburg desencoratjaven les legislatures a tractar les dones i els homes diferent a les lleis. Continuà treballant pel projecte de drets de les dones a l'ACLU fins que fou nomenada jutgessa federal el 1980. Més tard, el seu company Antonin Scalia en lloa les habilitats com a defensora. «Esdevingué la litigant principal (i molt reeixida) en nom dels drets de les dones—la Thurgood Marshall d'aquesta causa, per dir-ho d'alguna manera.» Aquesta comparació l'havia fet abans l'ex-advocat general Erwin Griswold que també havia sigut professor de Ginsburg i degà de Harvard Law School, en un discurs el 1985.

## Tribunal d'Apel·lacions dels Estats Units

Ginsburg amb el president Jimmy Carter el 1980

Ginsburg fou nomenada pel president Jimmy Carter el 14 d'abril de 1980 per cobrir una vacant al Tribunal d'Apel·lacions dels Estats Units per al Circuit del Districte de Colúmbia després de la mort del jutge Harold Leventhal. Fou confirmada pel Senat dels Estats Units el 18 de juny de 1980 i prengué possessió aquell mateix dia. Abandonà el càrrec el 9 d'agost de 1993, abans de formar part del Tribunal Suprem dels Estats Units. Durant la seva etapa com a jutgessa al circuit del DC, Ginsburg arribà sovint a consensus amb els seus companys, incloent-hi els conservadors Robert H. Bork i Antonin Scalia. Es guanyà la reputació de «jurista cautelosa» i moderada. David S. Tatel la substituí després que anés al Tribunal Suprem.

## Tribunal Suprem dels Estats Units

### Nomenament i confirmació

Ginsburg acceptant oficialment la nomenació del president Bill Clinton el 14 de juny de 1993.

El president Bill Clinton la nomenà a jutgessa associada al Tribunal Suprem dels Estats Units el 14 de juny de 1993 per a ocupar la vacant deixada per la jubilació del jutge Byron White. La recomanà l'aleshores Fiscal general dels Estats Units Janet Reno, després d'un suggeriment del senador republicà per Utah Orrin Hatch. Quan fou nomenada se la considerava una moderada. Segons els mitjans, Clinton pretenia augmentar la diversitat del Tribunal Suprem, cosa que Ginsburg feu com l'única jutgessa jueva des de la dimissió del jutge Abe Fortas el 1969. Fou la segona dona i la primera dona jueva a ser jutgessa del Tribunal Suprem. Acabaria esdevenint la persona de fe jueva amb més anys al càrrec. El comitè permanent en judicatura federal de l'American Bar Association la titllà de «ben qualificada», la classificació més alta possible per un candidat judicial.
Durant la seva declaració davant del Comitè de Justícia del Senat dels Estats Units com a part de les audiències de confirmació, Ginsburg es negà a respondre preguntes sobre les seves opinions en la constitucionalitat de temes com ara la pena de mort, que era un assumpte sobre el que potser hauria de votar al Tribunal.

El jutge en cap William Rehnquist fent-li jurar el càrrec de jutgessa associada al Tribunal Suprem.

Tanmateix, Ginsburg respongué preguntes sobre altres temes potencialment controvertits. A tall d'exemple, afirmà que creia en el dret a la privadesa i explicà detalladament la seva filosofia judicial personal i les seves opinions en igualtat de gènere.:15–16 Ginsburg fou més directa en explicar les seves opinions en temes sobre els quals havia escrit anteriorment. El Senat dels Estats Units la confirmà amb 96 vots a favor i 3 vots en contra el 3 d'agost de 1993. El 5 d'agost fou comissionada i jurà el càrrec el 10 d'agost de 1993.
El seu nom fou invocat durant el procés de confirmació de John Roberts. Ella no havia sigut la primera nomenada que evitava respondre sobre alguns temes específics davant del Congrés, i el 1981, quan era un jove advocat, Roberts aconsellà que els nomenats no responguessin de manera detallada les preguntes específiques. Tanmateix, alguns comentaristes i senadors conservadors invocaren el «precedent Ginsburg» per defensar les seves respostes vagues. El 28 de setembre de 2005, en un discurs a la Universitat de Wake Forest, digué que la negativa de Roberts de respondre preguntes durant les audiències de confirmació al Senat era «inqüestionablement correcta».

### Jurisprudència del Tribunal Suprem
Ginsburg caracteritzà el seu treball al tribunal com un enfocament cautelós als judicis. En un discurs al cap de poc del seu nomenament argumentà al Tribunal que «els moviments mesurats em semblen bé, en general, per casos constitucionals així com de dret comú. Els canvis doctrinals fets de pressa, tal com ens ensenya l'experiència, poden resultar inestables». L'erudit legal Cass Sunstein la caracteritzà com a «minimalista racional», una jurista que s'estima més crear precedents amb cautela que no pas forçar la Constitució cap a la seva pròpia visió.:10–11

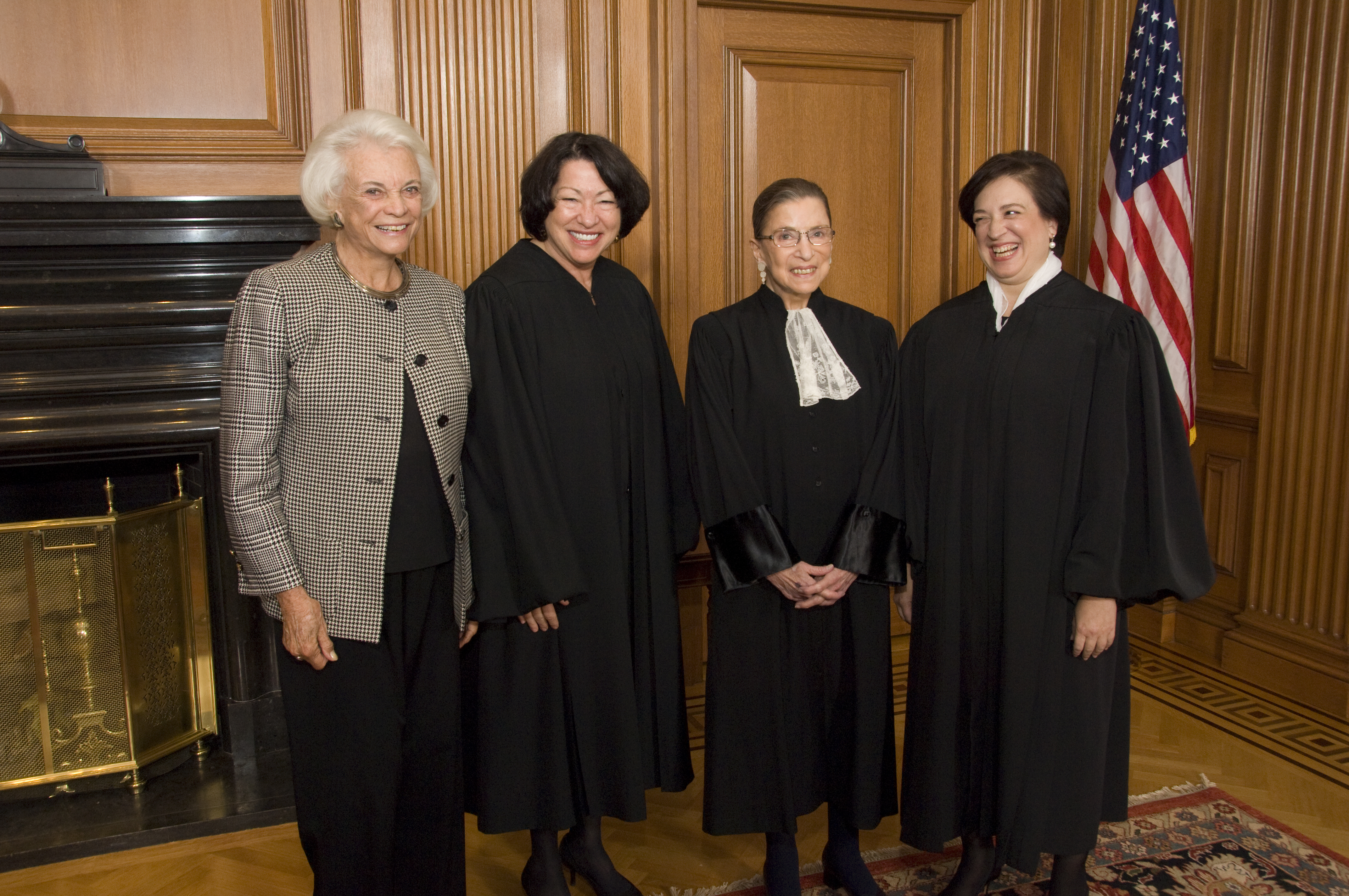
Sandra Day O'Connor, Sonia Sotomayor, Ginsburg i Elena Kagan, el 1r d'octubre de 2010. O'Connor no duu la toga perquè ja estava retirada del Tribunal.

La jubilació de la jutgessa Sandra Day O'Connor el 2006 la deixà com l'única dona al Tribunal. Linda Greenhouse de The New York Times es referí al període 2006–2007 del Tribunal com «el temps en què la jutgessa Ruth Bader Ginsburg trobà la seva veu i la feu servir». També fou en aquest període quan per primera vegada llegí més d'un dissentiment des de la sala del Tribunal, una tàctica que es feia servir en casos de desacord intens com la majoria.
Amb la jubilació del jutge John Paul Stevens, Ginsburg esdevingué la membre sènior de l'anomenada «ala liberal» del Tribunal. Quan el Tribunal votava 5–4 en línia ideològica i els jutges liberals estaven en la minora, Ginsburg tenia l'autoritat d'assignar l'autoria de les opinions dissidents a causa de la seva antiguitat. Ginsburg fou una proponent que els dissentiments liberals parlessin amb «una sola veu» i que, quan fos possible, presentessin un enfocament unificat en què tots els jutges dissidents estiguessin d'acord.

#### Discriminació de gènere
Ginsburg escrigué l'opinió del Tribunal a Estats Units contra Virgínia, 518 U.S. 515 (1996), que anul·là la política d'admissió només d'homes de l'Institut Militar de Virgínia (VMI en les sigles en anglès) per violar la clàusula sobre protecció igualitària de la catorzena esmena. VMI és una institució prestigiosa, pública i inspirada en l'exèrcit que no admetia dones. Per Ginsburg, un actor estatal com ara VMI no podia fer servir el gènere per denegar a les dones l'oportunitat d'assistir a la VMI amb els seus mètodes educatius únics. Ginsburg emfatitzà que el govern havia de mostrar una «justificació excessivament persuasiva» per utilitzar la classificació basada en el gènere.

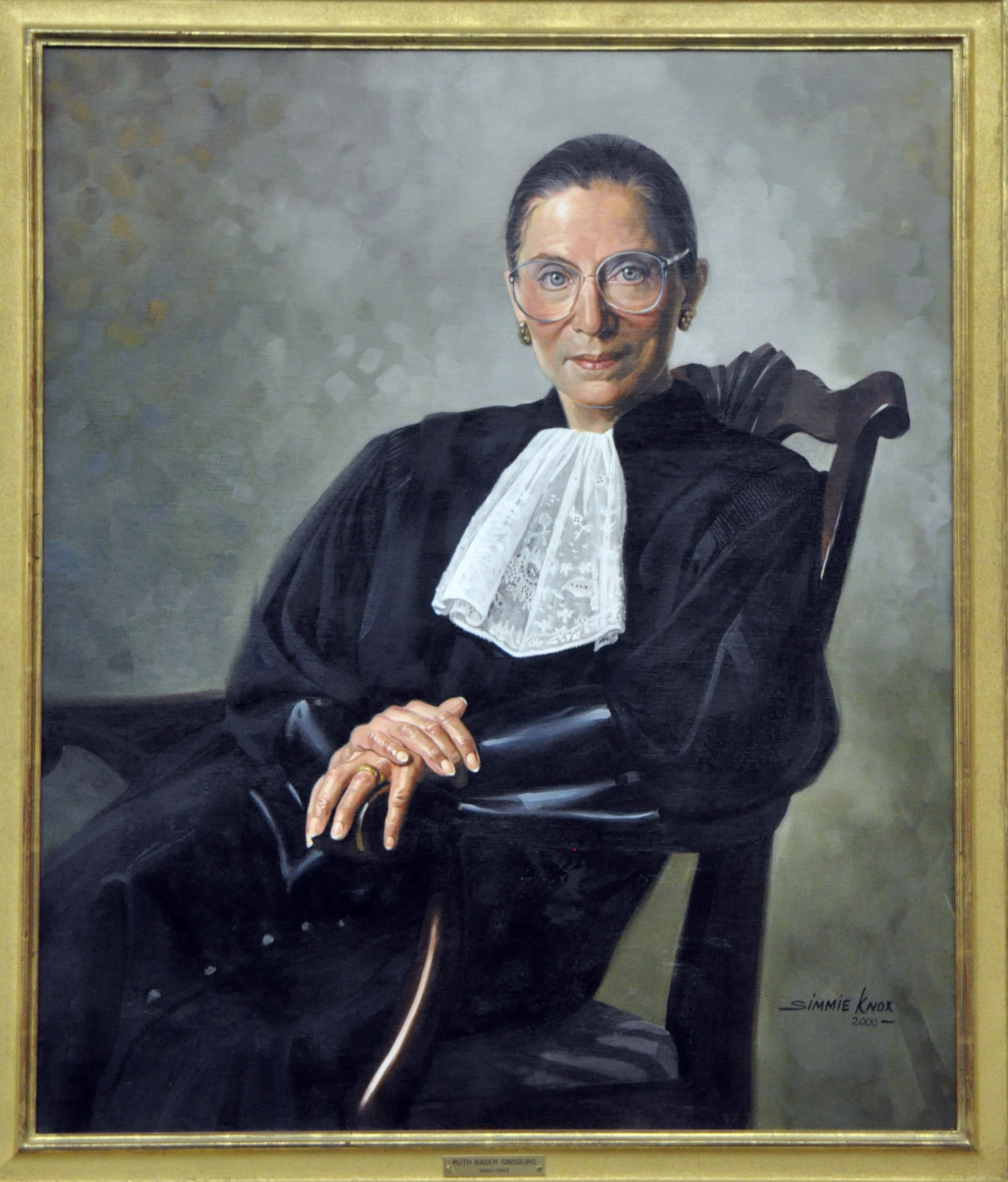
Retrat comissionat de Ginsburg de 2000.

Ginsburg dissentí de la decisió de Ledbetter contra Goodyear, 550 U.S. 618 (2007), un cas en què la defensora Lilly Ledbetter denuncià el seu empleador esgrimint discriminació salarial basada en el gènere segons el títol VII de la llei de drets civils de 1964. En una decisió 5–4, la majoria interpretà que la prescripció començava a comptar a partir de cada pagament salarial, fins i tot si la dona no sabia que se li estava pagant menys que als seus companys homes fins més endavant. Ginsburg trobà el resultat absurd, destacant que les dones sovint no saben que se'ls hi paga menys i, per tant, és injust pretendre que actuïn al temps de cada pagament salarial. També cridà l'atenció sobre la reticència de dones en camps dominats pels homes de generar rebombori introduint denúncies per petites sumes i d'esperar fins que la disparitat s'acumula. Com a part del seu dissentiment, Ginsburg demanà al Congrés que esmenés el títol VII per desfer la decisió judicial amb legislació. Després de l'elecció del president Barack Obama el 2008, s'aprovà la llei d'igualtat salarial Lilly Ledbetter, que feia més fàcil que els treballadors guanyessin demandes de discriminació salarial. Se li atribuí el mèrit d'ajudar a inspirar la llei.

#### Dret a l'avortament
Ginsburg explicà la seva opinió sobre l'avortament i la igualtat de gènere en una entrevista a The New York Times el 2009, en què digué sobre l'avortament que «allò bàsic és que el govern no ha de prendre la decisió per una dona». Encara que donà suport consistentment al dret a l'avortament i s'uní a les opinions del Tribunal anul·lant la llei d'avortament de naixement parcial de Nebraska a Stenberg contra Carhart, 530 U.S. 914 (2000), en el 40è aniversari de Roe contra Wade, 410 U.S. 113 (1973) en criticà la decisió perquè havia acabat amb un moviment democràtic naixent per liberalitzar les lleis sobre l'avortament que podria haver construït un consens més llongeu en suport d'aquests drets.
Estigué amb la minoria a Gonzales contra Carhart, 550 U.S. 124 (2007), una decisió 5–4 que mantenia les restriccions a l'avortament de naixement parcial. En el seu dissentiment, Ginsburg s'oposà a la decisió de la majoria de reflectir la conclusió legislativa que el procediment no era segur per les dones. Centrà la seva ira en la manera com el Congrés havia arribat a aquelles conclusions i en la seva veracitat. S'uní a la majoria a Whole Woman's Health contra Hellerstedt, 579 U.S. 15-274 (2016), un cas que anul·là parts d'una llei de Texas de 2013 que regulava els proveïdors d'avortaments, en què escrigué una opinió concurrent breu que era encara més crítica de la legislació en qüestió. Afirmà que la legislació no estava destinada a protegir la salut de les dones, com Texas havia argumentat, sinó a impedir l'accés de les dones a l'avortament.

#### Cerca i captura
Encara que Ginsburg n'escrigué l'opinió de la majoria, se li atribuí influir els seus companys al cas Safford Unified School District contra Redding, 557 U.S. 364 (2009). El Tribunal dictaminà que l'escola havia anat massa lluny quan ordenà a una estudiant de tretze anys que es tragués el sostenidor i les calces perquè oficials dones poguessin buscar-hi drogues. En una entrevista abans de la decisió judicial, Ginsburg compartí la seva opinió que alguns dels seus companys no copsaven completament l'efecte d'una acció com aquesta en una nena de tretze anys. Tal com remarcà, «mai no han sigut una nena de tretze anys». En una decisió 8–1, el Tribunal acceptà que l'escola s'havia excedit i que havia violat la quarta esmena de la Constitució i permeté que la denúncia contra l'escola tirés endavant. Només Ginsburg i Stevens haurien permès que l'estudiant també pogués denunciar treballadors de l'escola individualment.
A Herring contra Estats Units, 555 U.S. 135 (2009), Ginsburg dissentí de la decisió del Tribunal de no suprimir proves pel fracàs d'un oficial de policia d'actualitzar el sistema d'un ordinador. En contrast amb l'èmfasi de Roberts en la supressió com a mitjà per aturar la mala conducta policial, Ginsburg adoptà una postura més robusta en l'ús de la supressió com a solució per la violació dels drets del defensor a la Quarta esmena de la Constitució dels Estats Units. Ginsburg veia la supressió com una manera d'impedir que el govern es beneficiés dels errors i, per tant, com un remei a preservar la integritat judicial i respectar els drets civils.:308 També rebutjà l'afirmació de Roberts que la supressió no aturaria els errors, esgrimint que fent que la policia pagui un preu alt pels errors els encoratjaria a prendre més precaucions.:309

#### Dret internacional
Ginsburg defensà l'ús de les lleis i normes internacionals per donar forma a les sentències judicials dels Estats Units, opinió rebutjada per alguns dels seus companys conservadors. Ginsburg donà suport a fer servir interpretacions estrangeres de la llei pel seu valor persuasiu i possible saviesa, no com a predecents que el Tribunal fos obligat a seguir. Expressà l'opinió que consultar el dret internacional era una tradició ben arrelada al dret estatunidenc, comptant John Henry Wigmore i el president John Adams com a internacionalistes. La seva confiança en el dret internacional es remuntava a quan era advocada; en la seva primera defensa davant el Tribunal Suprem, Reed contra Reed, 404 U.S. 71 (1971), cità dos casos alemanys. En la seva opinió concordant a Grutter contra Bollinger, 539 U.S. 306 (2003), que decidí mantenir la política d'admissió d'acció afirmativa de les facultats de drets de Michigan, destacà que hi havia concordança entre la noció que les polítiques d'admissió d'acció afirmativa tindrien un punt final i estar d'acord amb els tractats internacionals dissenyats per combatre la discrimació basada en raça i gènere.

#### Amerindis
El 1997 escrigué l'opinió a Strate contra A-1 Contractors contra la jurisdicció del tribunal tribal de la Nació Mandan, Hidatsa i Arikara en les autopistes estatals que passaven per les terres de la reserva. La decisió unànime rebé crítiques d'estudiosos del dret indi com ara David Getches i Frank Pommersheim.:1024-5 El 2005 cità la doctrina del descobriment a Ciutat de Sherrill contra Nació Índia Oneida de Nova York i dictaminà que la Nació Índia Oneida no podia recuperar la seva antiga sobirania sobre la seva terra històrica. La doctrina del descobriment havia estat utilitzada per cedir la propietat de terres ameríndies als governs colonials. Els oneida havien viscut en municipis, cultivat conreus extensius i mantingut rutes comercials cap al golf de Mèxic. En la seva decisió, Ginsburg es referí a la terres oneida històriques com a «desert». Tribunals inferiors acabarien utilitzant aquesta decisió com a precedent per a acabar amb les reclamacions de terres ameríndies, notablement a Nació Índia Cayuga de Nova York contra Pataki.:1030-1
Menys d'un any després de Sherrill, Ginsburg enfocà el dret amerindi d'una manera diametralment oposada. El desembre de 2005, Ginsburg dissentí a Wagnon contra Nació Potawatomi de Prairie Band, esgrimint que una taxa a la benzina pels consumidors potawatomi nul·lificaria la seva autoritat fiscal de manera impermissible.:1032 El 2008, quan el precedent de Ginsburg a Strate s'utilitzà a Plains Commerce Bank contra Long Family Land & Cattle Co., Ginsburg dissentí parcialment i argumentà que el tribunal tribal de la Nació Lakota del Riu Cheyenne tenia jurisdicció en el cas.:1034-5 Ginsburg lamentà la seva decisió a Sherrill més que cap altra. Suggerí que la propera jutgessa hauria de ser la jutgessa de tribunal de districte Diane Humetewa, que era membre de l'ètnia hopi. Ginsburg s'uní a la sentència de McGirt contra Oklahoma, que afirmà que les jurisdiccions ameríndies sobre les reserves a la major part d'Oklahoma.

## Altres activitats

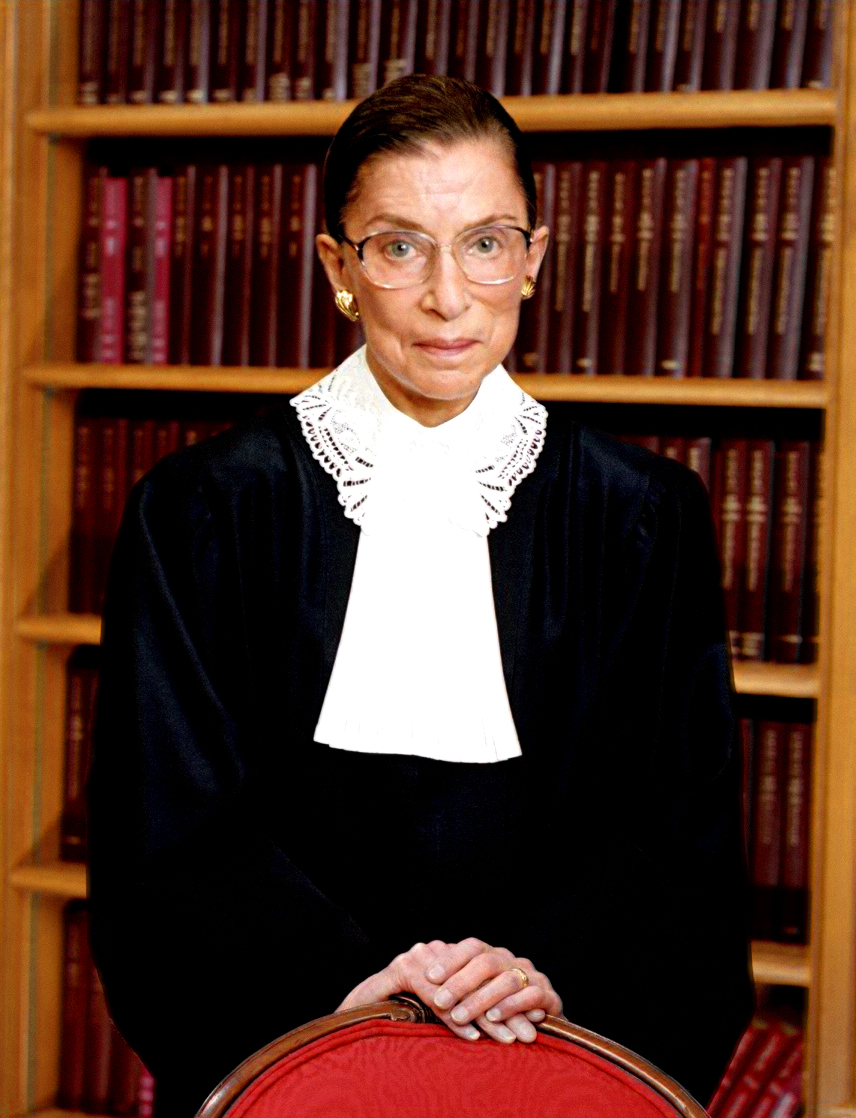
Retrat de Ginsburg, ca. 2006

A petició del vicepresident Al Gore, Ginsburg li feu jurar el càrrec per un segon mandat durant la segona investidura de Bill Clinton el 20 de gener de 1997. Fou la tercera dona en administrar el jurament inaugural del càrrec. Es creu que fou la primera jutgessa del Tribunal Suprem en oficiar un matrimoni homosexual, celebrant la cerimònia de casament del president del Kennedy Center Michael Kaiser i John Roberts, un economista del govern, el 31 d'agost de 2013. Aquell mateix estiu, el Tribunal havia donat suport al dret al matrimoni homosexual en dos casos separats. Ginsburg creia que, com que el tema havia quedat sentenciat, parelles homosexuals li demanaren que oficiés cerimònies sense por que comprometés les sentències judicials relacionades.
El Tribunal Suprem inscrivia els certificats amb «l'any de nostre Senyor», a què alguns jueus ortodoxos s'oposaven i li demanaren a Ginsburg que també s'hi oposés. Així ho feu i, gràcies a la seva objecció, els membres del Tribunal Suprem tenen altres opcions per inscriure l'any als certificats.
Malgrat les seves diferències ideològiques, Ginsburg considerava Scalia el seu company més íntim al Tribunal. Els dos jutges sopaven junts sovint i assistien a l'òpera. A més de fer-se amics de compositors moderns, com ara Tobias Picker, al seu temps lliure, Ginsburg aparegué en papers extres en múltiples òperes com ara Die Fledermaus (2003) i Ariadne auf Naxos (1994 i 2009 amb Scalia), i digué unes línies escrites per ella mateixa a The Daughter of the Regiment (2016).
El gener de 2012 anà a Egipte durant quatre dies per uns debats amb jutges, professors de drets, estudiants de dret i experts legals. En una entrevista a Al Hayat TV, digué el primer requisit per una nova constitució hauria de ser que «protegís drets humans bàsics fonamentals com la nostra primera esmena». En una pregunta sobre si Egipte hauria de modelar la seva nova constitució en les d'altres nacions, digué que Egipte hauria de «rebre l'ajuda de totes les redaccions de constitucions des de la fi de la Segona Guerra Mundial» i cità la Constitució dels Estats Units i la Constitució de Sud-àfrica com a documents que hauria consultat per redactar una nova constitució. Afirmà que els Estats Units eren afortunats de tenir una constitució escrita per homes «molt savis» però remarcà que als 1780, cap dona podia participar directament al procés i l'esclavitud encara hi existia.
Durant tres entrevistes el juliol de 2016, Ginsburg criticà el presumpte nomenat presidencial republicà Donald Trump, dient al The New York Times i a Associated Press que no volia pensar en la possibilitat d'una presidència de Trump. Feu broma que podria considerar traslladar-se a Nova Zelanda. Després es disculpà per haver opinat sobre el presumpte nomenat republicà, dient que els comentaries havien estat «desencertats».

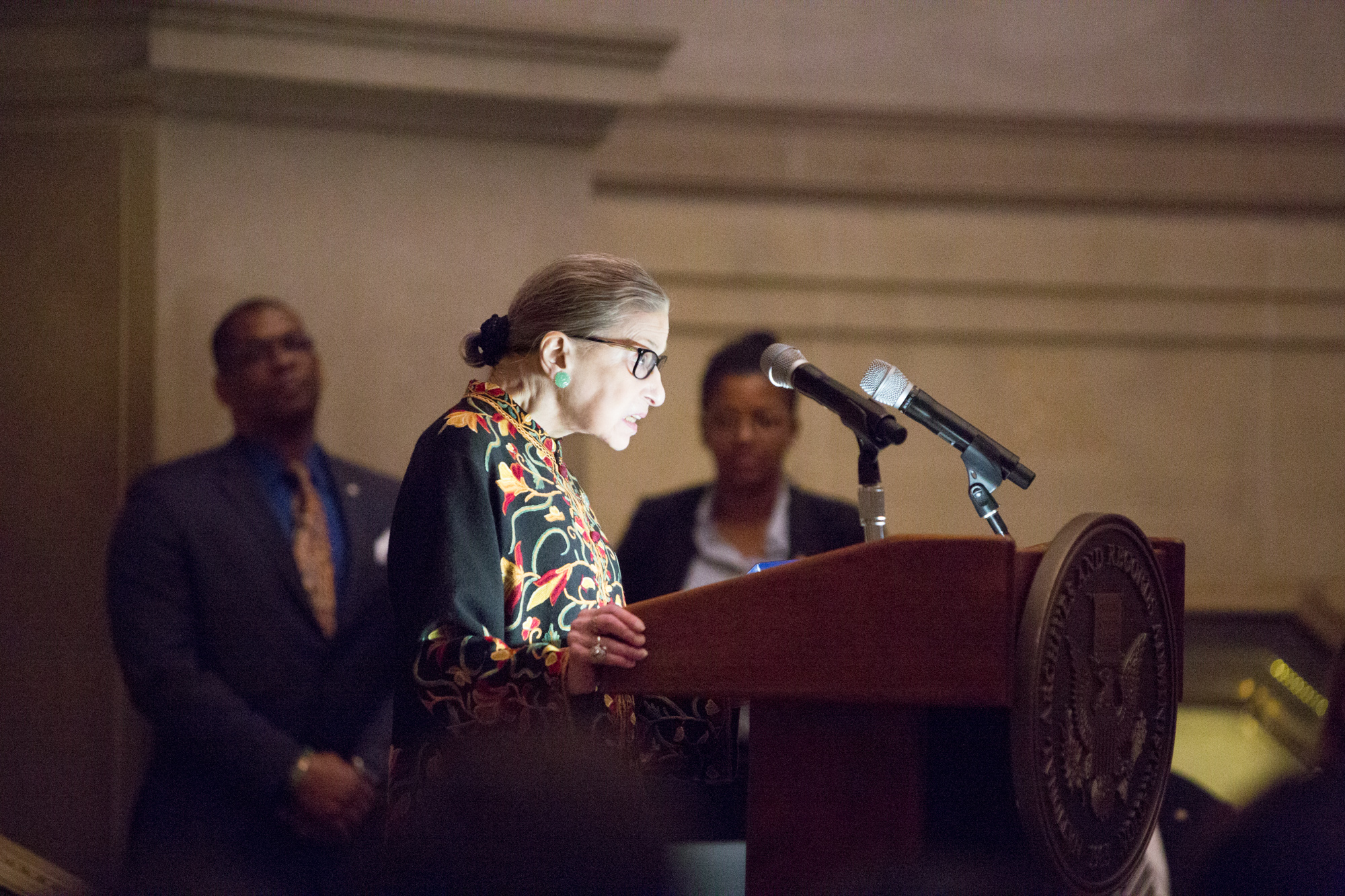
Ginsburg parlant en una cerimònia de naturalització als Arxius Nacionals el 2018.

El seu primer llibre, My Own Words, publicat per Simon & Schuster, es publicà el 4 d'octubre de 2016. El llibre aparegué a la New York Times Best Seller List de llibres de no-ficció de tapa dura a la 12a posició. Mentre promovia el seu llibre l'octubre de 2016 en una entrevista amb Katie Couric, Ginsburg respongué una pregunta sobre Colin Kaepernick decidint no posar-se dret per l'himne nacional en esdeveniments esportius dient que la protesta era «realment estúpida». Després es disculpà per la seva crítica dient que els seus comentaris anteriors eren inapropiadament indiferents i durs i feu notar que no havia estat familiaritzada amb l'incident i que hauria d'haver declinat respondre la pregunta.
El 2018 expressà el seu suport pel moviment MeToo, que encoratja les dones a parlar de les seves experiències amb l'assetjament sexual. Digué en públic, «Ja és hora. Durant massa temps les dones estaven callades, pensant que no hi havia res que poguessin fer però ara la llei està del costat de les dones, o homes, que són assejats i això és una cosa bona». També parlà de les seves pròpies experiències amb la discriminació de gènere i l'assetjament sexual, incloent una vegada que un professor de química a Cornell intentà sense èxit canviar les seves respostes a l'examen per sexe.

## Vida personal

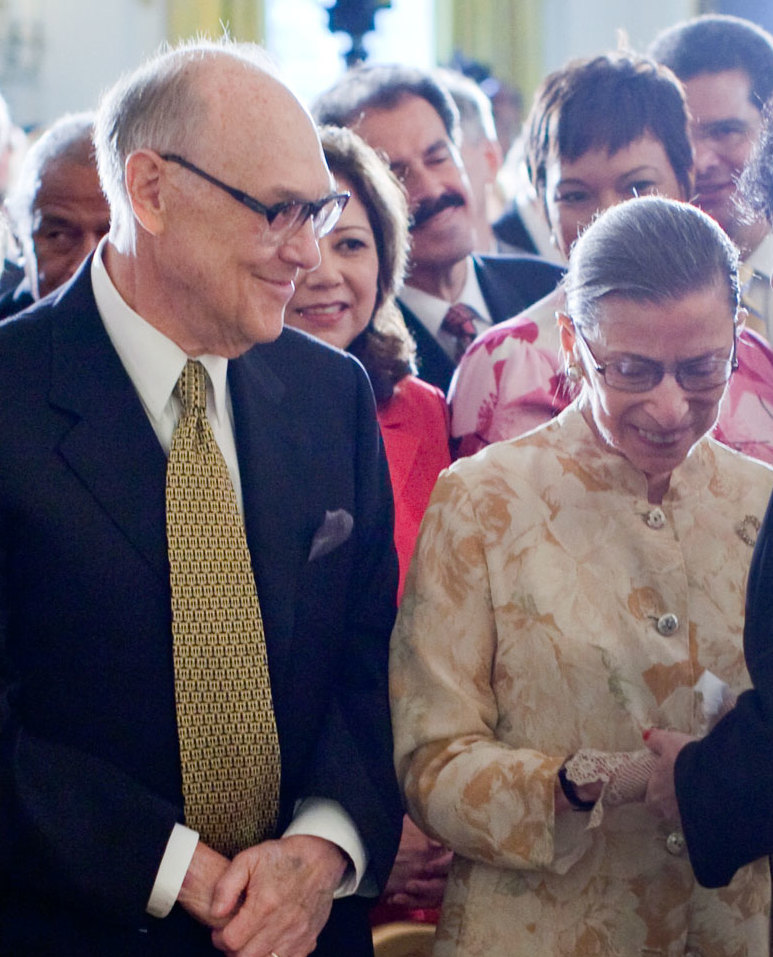
Martin i Ruth Ginsburg en un acte a la Casa Blanca el 2009.

Uns dies després que Bader es gradués de Cornell, es casà amb Martin D. Ginsburg, que acabaria essent un advocat fiscal prominent internacionalment al bufet Weil, Gotshal & Manges. Després que accedís al circuit del DC, la parella es traslladà de Nova York a Washington DC, on el seu marit esdevingué professor de dret al Centre de Dret de la Universitat de Georgetown. La seva filla, Jane C. Ginsburg (b. 1955), és professora a Columbia Law School. El seu fill, James Steven Ginsburg (b. 1965), és el fundador i president de Cedille Records, una empresa de gravació de música classica establerta a Chicago (Illinois). Ginsburg era àvia de quatre nets.
Després del naixement de la seva filla, el seu marit fou diagnosticat amb càncer testicular. Durant aquest període, Ginsburg assistí a classe i prengué notes pels dos, escrivia els papers que li dictava i cuidava la seva filla i el seu marit malalt—tot això mentre feia la Harvard Law Review. Celebraren el seu 56è aniversari de casament el 23 de juny de 2010. Martin Ginsburg morí de complicacions d'un càncer metastàtic el 27 de juny de 2010. Parlaren públicament de ser un matrimoni amb ingressos i criança de fills compartits fins i tot en un discurs que Martin Ginsburg volia pronunciar abans de la seva mort que Ruth Bader Ginsburg pronuncià pòstumament.
Bader era jueva no practicant. El març de 2015, Ginsburg i la rabina Lauren Holtzblatt publicaren «The Heroic and Visionary Women of Passover», un assaig que destacava els papers de cinc dones claus a la saga: «Aquestes dones tenien una visió que feia sortir de la foscor que envolta el seu món. Eren dones d'acció, preparades per desafiar l'autoritat per fer realitat la seva visió banyada de la llum del dia». A més a més, decorà les seves cambres amb la visió d'un artista de l'expressió hebrea del deuteronomi Zedek, zedek, tirdof, ('Justícia, justícia has de buscar') com a recordatori del seu patrimoni i responsabilitat personal.
Ginsburg tenia una col·lecció de gorgeres de llaç d'arreu del món. El 2014 digué que tenia una gorgera en concret que es posava quan emetia dissentiments (negra amb brodats daurats amb pedres tallades) així com una altra que es posava quan emetia opinions amb la majoria (ganxet groc i crema amb cristalls), que era un regal dels seus assistents judicials. La seva gorgera preferida (teixida amb grans blancs) era de Ciutat del Cap (Sud-àfrica).

### Salut
El 1999 se li diagnosticà un càncer de còlon, el primer de cinc càncers. Se sotmeté a una cirurgia i després a quimioteràpia i radioteràpia. Durant el procés no faltà cap dia al Tribunal. El tractament contra el càncer la debilità i començà a treballar amb un entrenador personal. Bryant Johnson, un ex-reservista de l'exèrcit adscrit a les forces especials, l'entrenà dues vegades a la setmana al gimnàs exclusiu pels jutges al Tribunal Suprem. El seu estat físic millorà després del seu primer càncer i pogué fer vint flexions en una sessió abans del seu 80è aniversari.
Gairebé una dècada després del primer càncer, es tornà a sotmetre a cirurgia el 5 de febrer de 2009, aquest cop per càncer de pàncrees. Tenia un tumor que se li descobrí en una etapa inicial. Rebé l'alta d'un hospital de Nova York el 13 de febrer i tornà al Tribunal abans que comencés la sessió el 23 de febrer de 2009. Després d'experimentar malestar mentre feia exercici al gimnàs del Tribunal Suprem el novembre de 2014, se li col·locà un stent a l'artèria coronària dreta.
La seva següent hospitalització l'ajudà a detectar un altre càncer. El 8 de novembre de 2018, als 85 anys, Ginsburg caigué en la seva oficina al Tribunal Suprem i es fracturà tres costelles, per la qual cosa fou hospitalitzada. Rebé una riuada de suport públic. Encara que el seu nebot l'endemà de la caiguda ja havia tornar al treball judicial oficial després d'un dia en observació, una tomografia computada de les costelles després de la caiguda del novembre revel·là nòduls cancerígens als pulmons. El 21 de desembre es sotmeté a una lobectomia de pulmó esquerra al Memorial Sloan Kettering Cancer Center per extreure els nòduls. Per primer cop des que s'uní al Tribunal Suprem 25 anys enrere, no assistí a un al·legat oral el 7 de gener de 2019 mentre es recuperava. Tornà al Tribunal Suprem el 15 de febrer per participar en una conferència privada amb altres jutges en la seva primera aparició al Tribunal des l'operació de càncer el desembre de 2018.
Mesos més tard, l'agost de 2019, el Tribunal Suprem anuncià que Ginsburg havia completat tres setmanes de tractament de radiació d'ablació d'un tumor que se li havia trobar al pàncrees aquell estiu. A gener de 2020, Ginsburg estava lliure de càncer. El febrer de 2020 ja no estava lliure de càncer però no es feu públic. Tanmateix, el maig de 2020 ja tornava a rebre tractament per una reaparició del càncer. Reiterà la seva posició que «romandria un membre del Tribunal Suprem fins que pugui fer la feina a tot gas», afegint que encara n'era totalment capaç.

## Longevitat al Tribunal Suprem
Quan John Paul Stevens es jubilà el 2010, Ginsburg esdevingué la jutgessa més gran al Tribunal amb 77 anys. Malgrat els rumors que es retiraria a causa de la seva avançada edat, mal estat de salut i la mort del seu marit, negà que es plantegés renunciar. En una entrevista de 2010, Ginsburg digué que la seva feina al Tribunal l'ajudava a superar la mort del seu marit. També expressà el desig d'emular els gairebé 23 anys de servei de Louis Brandei, cosa que aconseguí l'abril de 2016. Afirmà que tenia un nou «model» a emular en el seu ex-company, el jutge John Paul Stevens, que es retirà als 90 anys després de gairebé 35 anys al Tribunal.
Durant la presidència de Barack Obama, alguns advocats i activistes progressistes demanaren que Ginsburg es retirés perquè Obama pogués nomenar-ne un successor afí, especialment mentre el Partit Demòcrata controlés el Senat dels Estats Units. Citaren l'edat i els problemes de salut de Ginsburg com un dels factors que feien incerta la seva longevitat. Ginsburg rebutjà aquestes peticions. Afirmà el seu desig de romandre jutgessa mentre fos prou vigorosa mentalment per exercir les funcions del càrrec. A més a més, Ginsburg opinà que el clima polític impediria que Obama nomenés un jurista com ella. Quan morí el setembre de 2020, Ginsburg, que tenia 87 anys, era la quarta jutgessa del Tribunal de Suprem dels Estats Units més gran de la història del país.

## Mort

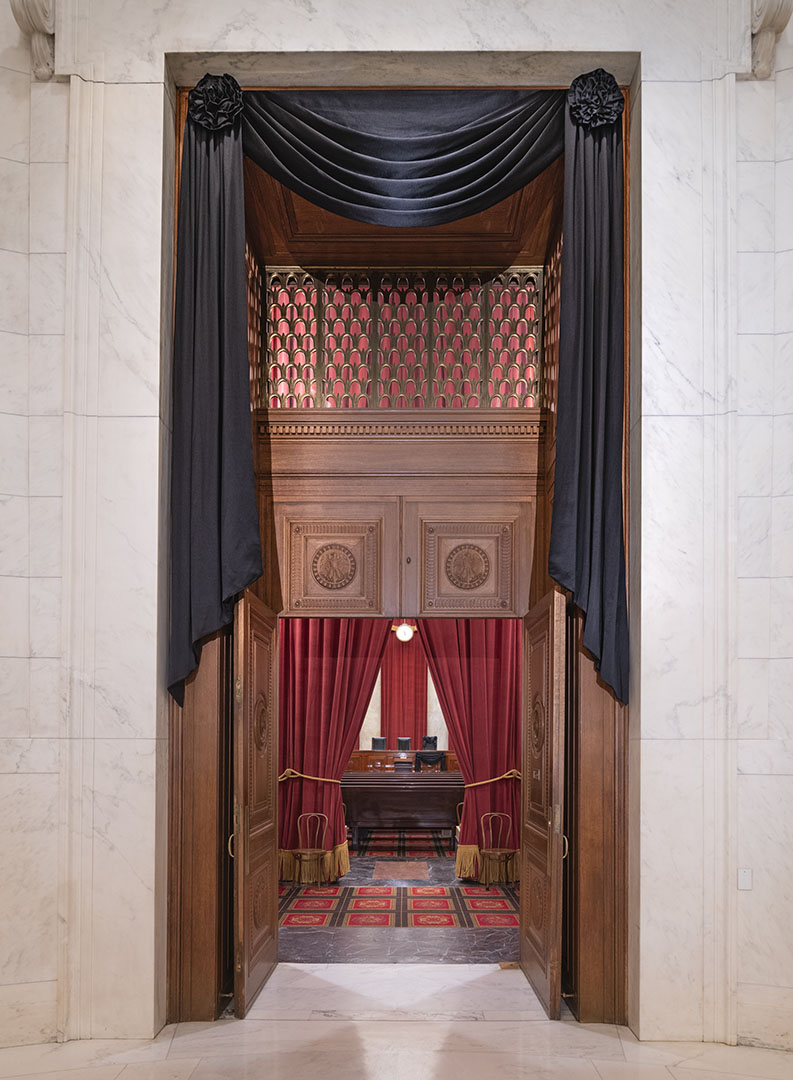
Les portes que duien a la seva cadira i la seva taula, decorats de negre, 19 de setembre de 2020

Ginsburg morí de complicacions de càncer de pàncrees el 18 de setembre de 2020, als 87 anys. Morí la vigília del Roix ha-Xanà; segons el rabí Richard Jacobs «Un dels temes del Roix ha-Xanà suggereix que la gent justa moriria cap al fons de l'any perquè se les necessitava fins al final».
Després de l'anunci del seu decès, milers de persones es concentraren davant de l'edifici del Tribunal Suprem per deixar-hi flors, encendre espelmes i deixar-hi missatges. S'espera que Ginsburg tingui una capella ardent al Tribunal Suprem. Serà enterrada al cementiri nacional d'Arlington al costat del seu marit Martin D. Ginsburg.
Ginsburg tindrà una capella ardent al Capitoli. Sèra la primera jueva i dona en tenir-ne una.

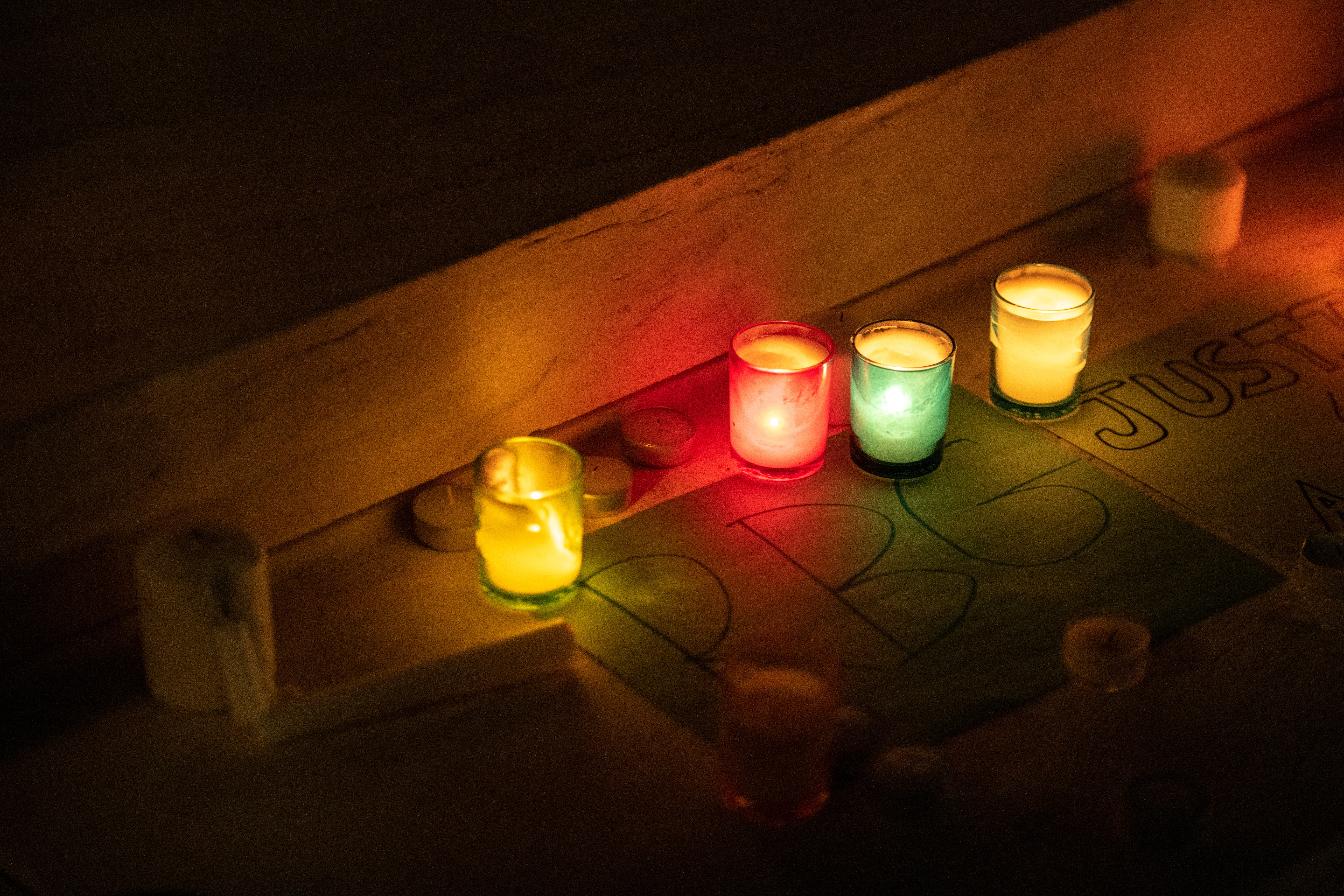
Espelmes als graons del Tribunal Suprem després de la mort de Ruth Bader Ginsburg.

### Successió
La seva mort durant un any amb eleccions presidencials deixà vuit jutges al Tribunal Suprem, amb una inclinació 5–3 en la seva composició de jutges característicament conservadors i característicament liberals. Abans de la seva mort, li digué a la seva neta advocada Clara Spera: «El meu desig més fervent és que no sigui substituïda fins que no s'hagi establert un nou president». El líder de la majoria republicana al Senat, Mitch McConnell prometé dur una votació pel nomenat de Trump per substituir Ginsburg al Senat, argumentant en part que els precedents donarien suport a una confirmació com aquesta mentre que «des de la dècada de 1880, cap Senat ha confirmar el nomenat al Tribunal Suprem d'un president de l'altre partit en un any amb eleccions presidencials». La senadora republicana moderada Susan Collins havia dit el mes de setembre que no votaria per confirmar un jutge al Tribunal Suprem el mes d'octubre: «Crec que és massa a prop, de debò que ho crec». També el setembre, la senadora republicana moderada Lisa Murkowski havia dit que no votaria la confirmació d'un jutge del Tribunal Suprem abans de les eleccions presidencials de 2020.

## Reconeixement

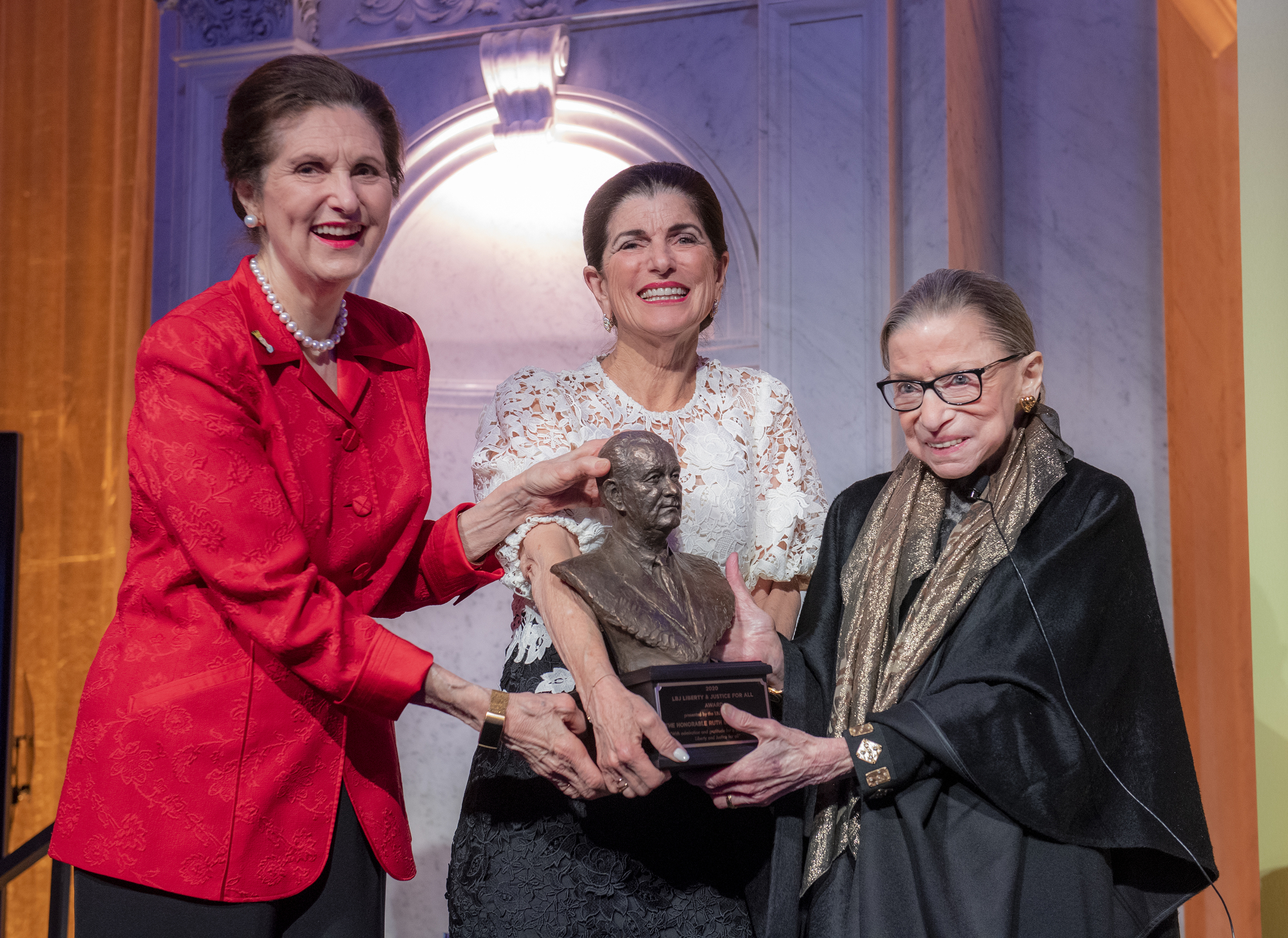
Ginsburg rebent el premi LBJ de llibertat i justícia per a tothom de Lynda Johnson Robb i Luci Baines Johnson a la biblioteca del Congrés el gener de 2020.

El 2002, Ginsburg fou inclosa al National Women's Hall of Fame. Formà part de la llista de les 100 dones més poderoses de la revista Forbes de 2009, de les dones de l'any 2012 de Glamour i de les 100 persones més influents de la revista Time de 2015. Rebé un doctorat honorari en dret de la Universitat de Willamette (2009), Universitat de Princeton (2010) i Universitat Harvard (2011).
El 2009 rebé el premi a la seva trajectòria de Scribes—The American Society of Legal Writers.
El 2013, una pintura que retrava els quatre jutgesses del Tribunal Suprem de tota la història (Ginsburg, Sandra Day O'Connor, Sonia Sotomayor i Elena Kagan) es presentà a la National Portrait Gallery del Smithsonian a Washington DC.
Investigadors del Museu d'Història Natural de Cleveland anomenaren una espècie de mantodeus en honor seu, Ilomantis ginsburgae. Li posaren aquest nom perquè el coll s'assemblava a una gorgera, que Ginsburg era coneguda per portar. A més a més, la nova espècie s'havia identificat a partir dels genitals femenins de l'insecte en comptes de sobre la base de l'espècie masculina. Els investigadors destacaren que el nom era un reconeixement a la lluita de Ginsburg per la igualtat de gènere.
Ginsburg rebé el premi Berggruen de filosofia i cultura, amb una dotació d'un milió de dòlars. Entregat anualment, l'Institut Berggruen afirmà que reconeix «pensadors les idees dels quals han influït profundament l'autoconeixement i el progrés humà en un món ràpidament canviant», destacant Ginsburg com «una pionera constant pels drets humans i la igualtat de gènere». Donà la totalitat dels diners del premi a organitzacions caritatives i sense ànim de lucre, com ara Malala Fund, Hand in Hand: Center for Jewish-Arab Education in Israel, American Bar Foundation, Memorial Sloan Kettering Cancer Center i Washington Concert Opera. Ginsburg rebé molts altres premis com ara el premi LBJ de llibertat i justícia per a tothom, el premi de la pau i la llibertat mundials de grups legals internacionals, un premi a la seva trajectòria de la fundació de Diane von Furstenberg i la medalla llibertat de Filadèlfia del National Constitution Center tan sols el 2020.
El Skirball Cultural Center a Los Angeles creà una exhibició de la seva vida i carrera el 2019 titulada Notorious RBG: The Life and Times of Ruth Bader Ginsburg.

## A la cultura popular

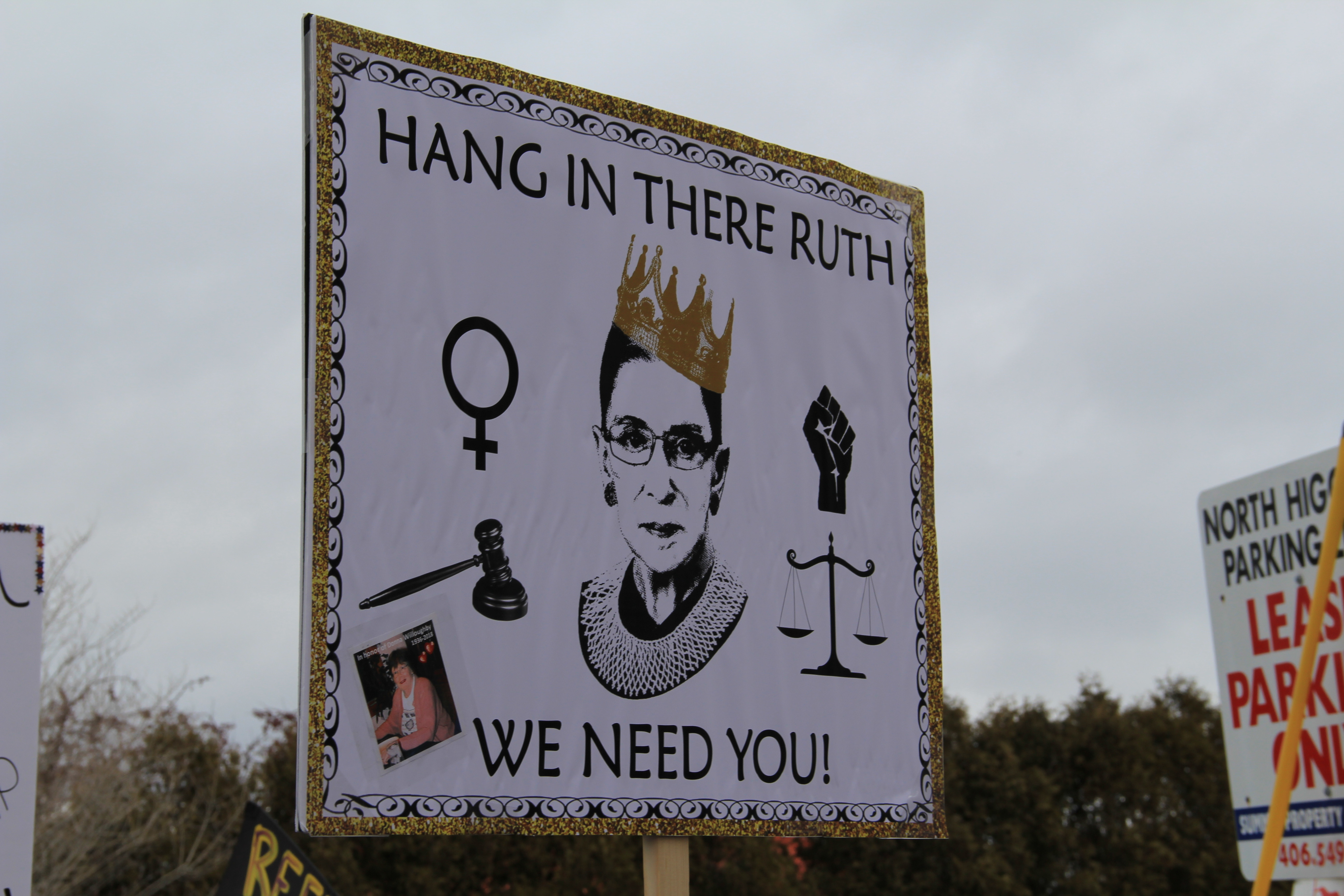
Un pòster amb la imatge de Ginsburg com a «the Notorious R.B.G.» en semblança del raper estatunidenc The Notorious B.I.G., 2018

Se la considera una «icona cultural pop». El seu perfil agafà prominència després que la jubilació d'O'Connor el 2006 la deixés com a l'única jutgessa al Tribunal Suprem. Els seus dissentiments cada vegada més fervents, en particular a Comtat de Shelby contra Holder, resultaren en la creació de «The Notorious R.B.G.», un mem d'Internet a Tumblr que la comparava amb el raper The Notorious B.I.G. La creadora del blog de Tumblr, l'estudiant de dret Shana Knizhnik, col·laborà amb la periodista de MSNBC Irin Carmon per a convertir el blog en un llibre titulat Notorious RBG: The Life and Times of Ruth Bader Ginsburg. Sortí a la venda l'octubre de 2015 i es convertí en un best-seller del New York Times. El 2015, Ginsburg i Scalia, tots dos coneguts pel seu amor compartit per l'òpera, foren fictionalitzats a Scalia contra Ginsburg, una òpera de Derrick Wang.
A més a més, l'atractiu de la cultura pop de Ginsburg ha inspirat la decoració d'ungles, disfresses de Halloween, ninots amb el cap gros, tatuatges, samarretes, tasses de cafè i un llibre per pintar infantil, entre d'altres. Apareix en una òpera còmica i en un llibre de fer exercici. El músic Jonathan Mann també feu una cançó fent servir part del seu dissentiment a Burwell contra Hobby Lobby Stores, Inc.. Ginsburg admeté que tenia «grans provisions» de samarretes Notorious R.B.G., que regalava.
Des del 2015, Kate McKinnon l'ha interpretada a Saturday Night Live. Ha interpretat el paper repetidament, fins i tot en un esquetx a Weekend Update que s'emeté des de la Convenció Nacional Republicana de 2016 a Cleveland (Ohio). Als segments McKinnon (com a Ginsburg) hi apareix dient insults que anomena «Ginsburns» i fent danses celebratòries. Betsy West i Julie Cohen feren un documental sobre ella, RBG, per CNN Films que s'estrenà al Festival de Cinema de Sundance de 2018. El 2018 s'estrenà una pel·lícula sobre la seva lluita per la igualtat de drets, Per raó de sexe. L'actriu anglesa Felicity Jones l'interpretà i Armie Hammer interpretà el seu marit Marty. Ginsburg hi aparegué en un cameo. A la pel·lícula Deadpool 2 (2018) hi surt una foto seva mentre Deadpool la considera per la seva X-Force, un equip de superherois. A la setena temporada de la sèrie de comèdia New Girl hi ha un personatge de tres anys anomenat Ruth Bader Schmidt, que rep el nom de Ginsburg. En un breu segment de La Lego pel·lícula 2 hi apareix una figura petita de Lego d'ella. Ginsburg donà permís pel cameo, així com per a la producció de la figura com a part de les joguines de Lego després de l'estrena de la pel·lícula el febrer de 2019. Aquell mateix any, Samuel Adams llançà una cervesa d'edició limitada anomenada When There Are Nine (Quan n'hi hagi nou), en referència a la resposta cèlebre que donà quan li preguntaren quan hi hauria prou dones al Tribunal Suprem.